# 小督 (小惑星)
小督（こごう、5684 Kogo）は、小惑星帯にある小惑星である。
1990年10月、静岡県清水市（現静岡市清水区）日本平にあった天体観測施設「日本平・大平ステーション」で浦田武が発見した。

## 命名
名称は、平安時代末期の高倉天皇の寵姫である小督にちなむ。箏の名手であった美貌の小督は高倉天皇の寵愛を受けるが、高倉天皇の中宮である建礼門院の父・平清盛の怒りに触れ、宮中を追い出されて出家させられてしまう。この哀話は『平家物語』や能などで語られた。
浦田は多くの小惑星に『平家物語』に登場する平安時代末期（保元・平治の乱から源平合戦にかけて）の歴史人物の名を付けている。小督周辺の人物では、(4375) 清盛、(5242) 建礼門院、(5578) Takakuraが浦田によって小惑星に命名されている。